# 高橋玲香
高橋 玲香（たかはし れいか）は、日本のCG演出家。バーチャルステージ、リアルタイム映像演出を専門とする。

## 経歴
大学在学中より、円谷プロダクションにて『ウルトラマンティガ』の制作にインターンとして参加。その後、IMAGICA Lab.にてポストプロダクションに従事。LATEGRAに所属し、Unityを用いたリアルタイム演出でライブ演出や舞台演出を担当。2025年現在は株式会社ブレリアスに所属。

## 代表作

### 超歌舞伎シリーズ（2016年〜）
2016年の『今昔饗宴千本桜』以降、全作品のデジタル演出およびオープニングディレクションを担当。  伝統的な歌舞伎にリアルタイムCGや映像演出を導入し、テクノロジーと舞台芸術の融合を図った。
- 2016年：『今昔饗宴千本桜』 - 2017年：『花街詞合鏡』 - 2019年：再演『今昔饗宴千本桜』 - 2022年：『永遠花誉功』

## その他の主な活動
- 2015年、中国・成都でのボーカロイドライブ演出に参加。
- 2016年より、ニコニコ超会議などで上演された『超歌舞伎』シリーズの全作品において、CG演出およびオープニングディレクションを担当。
- 中国の動画配信サイトbilibiliにて、バーチャルシンガー洛天依とSF作品『三体』とのコラボ映像の演出を担当し、同動画は再生数1億回を突破した。
- 2022年、北京冬季五輪関連イベント『相約北京 国際芸術祭』において、バーチャルシンガー洛天依のステージ演出を担当。
- 同イベントにて、中国のピアニスト・ラン・ラン（Lang Lang）と洛天依によるコラボレーションステージの映像演出も担当。
- 2023年、伝統芸能とデジタル演出を融合した舞台芸術プロジェクト『WAGEI（和芸）』のプロモーション映像を制作。

## 家族
父は特撮美術監督の井口昭彦（『ウルトラマンタロウ』『メカゴジラ』デザイナー）。長男はカメラマンの高橋創。